# ラテン・フリースタイル
ラテン・フリースタイル（英:  Latin freestyle,freestyle music）は、1980年代のニューヨーク、フィラデルフィア、マイアミで主にヒスパニックとイタリア系アメリカ人の間で生まれた音楽である。
様々な音楽とクロスオーバーしているため明確な定義があるわけではないが、ラテン風のサイケデリックなシンセ・リフとトロピカルでパーカッシブなリズムのジャンルである。単に「フリースタイル」（Freestyle）と呼ばれることもある。

## 歴史

### 1980年代 - 1990年代
シャノンが1983年にリリースしたLet The Music Playがフリースタイルの元祖といわれる。
1990年12月8日、スティービー・BがBecause I Love You (The Postman Song)でBillboard Hot 100第1位を記録。「The King of Freestyle」（「フリースタイルの帝王」と呼ばれた。

### 2000年代 -
1980年代初期に誕生したエレクトロ・ファンクから進化し、ダンサンブルかつラテン音楽特有の哀愁あるメロディな曲も多い。

## マイアミ・ダンスシーンとの関係
フリースタイルはニューヨーク派とマイアミ派に別れ、マイアミ派はトロピカルな作風で知られる。マイアミダンスシーンから誕生したジャンルであるマイアミベースとの関係が深いとされる。

## ミュージシャン
- スティービー・B
- エクスポゼ (歌手グループ)（英語版）
- アリーシャ
- カバーガールズ
- スウィート・センセーション
- Shannon
- デイビー・デブ
- リニアー
- タイガー・ムーン
- カンパニー・B
- リセット・メレンデス
- ジュディ・トレス
- TKA
- C-Bank
- johnnyO
- Cynthia
- Collage and
- Friends
- Geoge Lamond
- Grupo Kontrol
- tonyMonaco
- lovechild
- seqal